# Ett av dom sätt
Ett av dom sätt är en sång skriven av Peter LeMarc och ursprungligen inspelad av honom på studioalbumet Sången dom spelar när filmen är slut 1991. Melodin testades på Svensktoppen, där den låg i 12 veckor under perioden 22 september-8 december 1991 . 
Enligt LeMarc själv skrevs låten med inspiration från rockmusikern Buddy Holly. 

1993 släpptes den även på singeln Smakprov ur Buona sera!, med Vänta dej mirakel! som B-sida. 

## Tolkningar
Låten har kommit att tolkas av dansband som Dannys 1992 på albumet Mona Lisa, Matz Bladhs 1993 på albumet Leende dansmusik 93, Chinox 2003 på albumet Älska mig nu , Mats Bergmans 2007 på albumet Kalifornien, samt en liveversion på gruppen Lennys album Dansglädje från Hudiksvall.

## Listplaceringar
| Lista (1991) | Topplacering (Antal veckor) |
| ------------ | --------------------------- |
| Svensktoppen | 3 (12)                      |